# EbXML
ebXML (Electronic Business using eXtensible Markup Language), conocido como e-business XML o ebXML (pronunciado ee-bee-ex-em-el, [i'bi,eks,em'el]), es una familia de normas basadas en XML patrocinada por OASIS y UN/CEFACT cuya misión es proporcionar una infraestructura abierta basada en XML que permita el uso global de información comercial electrónica de forma interoperable, segura y coherente por parte de todos los socios comerciales.
La arquitectura ebXML es un conjunto único de conceptos, en parte teóricos y en parte implementados en el trabajo de normalización ebXML existente.
El trabajo ebXML surgió de trabajos anteriores sobre ooEDI (EDI orientado a objetos), UML / UMM, tecnologías de marcado XML y el trabajo "Visión de futuro" de X12 EDI patrocinado por ANSI X12 EDI.
La fusión de estos componentes comenzó en el trabajo original de ebXML y el debate teórico continúa hoy en día. Existen otros trabajos relacionados, como los del Object Management Group y la norma OASIS BCM (Business-Centric Methodology) (2006).

### Visión conceptual de la arquitectura ebXML
Mientras que las normas ebXML adoptadas por ISO y OASIS pretenden ofrecer mecanismos formales basados en XML que puedan aplicarse directamente, la arquitectura ebXML se basa en conceptos y metodologías que pueden aplicarse más ampliamente para permitir a los profesionales implantar mejor las soluciones de comercio electrónico.
Un ejemplo concreto es el trabajo de Especificación Técnica de Componentes Básicos (CCTS) que continúa dentro de UN/CEFACT, mientras que su primo - UBL - Universal Business Language - se utiliza dentro de OASIS que implementa transacciones XML específicas aplicando los principios de CCTS a transacciones típicas de la cadena de suministro como factura, orden de compra, aviso de envío, etc.